# Rudolf Brandmaier
Rudolf Brandmaier (* 12. Januar 1927) ist ein ehemaliger deutscher Fußballspieler, der für den FC Bayern München in der Oberliga Süd und in der 2. Oberliga Süd insgesamt 158 Punktspiele bestritt und vier Tore erzielte.

## Karriere
Brandmaier rückte mit 17 Jahren als Abwehrspieler in die erste Mannschaft des FC Bayern München auf, da sich etliche Stammspieler noch im Krieg befanden. Doch erst in der Saison 1949/50 kam er zu seinen ersten beiden Punktspielen. Sein Debüt in der seinerzeit höchsten deutschen Spielklasse bestritt er am 26. Februar 1950 (23. Spieltag) bei der 3:4-Niederlage im Heimspiel gegen den BC Augsburg. In der Saison 1950/51 erzielte er auch seine ersten beiden Tore in nunmehr 15 Punktspielen. 1951/52 bestritt er alle 30 Saisonspiele, blieb jedoch ohne Torerfolg. In den folgenden drei Spielzeiten erzielte er ein Tor in 49 Punktspielen, stieg allerdings – aufgrund des schlechten Abschneidens in der Saison 1954/55 – in die 2. Oberliga Süd ab. Mit 33 von 34 Zweitligaspielen trug er zur Rückkehr in die Oberliga Süd bei. In seiner vorletzten Spielzeit bestritt er 27 Punktspiele und das Ausscheidungsspiel im DFB-Pokal-Wettbewerb, das er mit der Mannschaft am 4. August 1957 mit 4:1 gegen den Spandauer SV in Berlin gewann. In seiner letzten Saison kam er lediglich zweimal zum Einsatz, konnte sich jedoch noch einmal als Torschütze auszeichnen.

## Erfolge
- DFB-Pokal-Sieger 1957